# El centro de la tierra
El centro de la Tierra es una zarzuela, denominada como Viaje cómico - lírico, fantástico, inverosímil, en dos actos. Con libreto de Celso Lucio y Ricardo Monasterio, y música del maestro Enrique Fernández Arbós, se estrenó en el Teatro Apolo de Madrid (España) el 21 de diciembre de 1894.

## Comentario
Es una de las piezas más curiosas e interesantes dentro de la producción del reputado violinista, y director de orquesta, Enrique Fernández Arbos, en la que se conjugan sus grandes conocimientos musicales, con un gran sentido teatral y humorístico, a pesar de no haber tenido éxito el día de su estreno.
El libreto es debido a la mano del experimentado autor Celso Lucio, y del novel Ricardo Monasterio. A pesar de emplear los medios y elementos del sainete, sigue el camino que en su día marcaron los Francisco Arderíus, al utilizar una trama imaginativa y tendente a mostrar situaciones disparatadas y fantásticas, mezcladas con buenos números musicales.
En el apartado musical, la partitura se amolda al carácter bufo del libreto, desplegando todo el talento compositivo del maestro Enrique Fernández Arbos, usando su cultura musical, para crear una obra de grandes vuelos y sinfónica, sin olvidar ese carácter humorístico del texto. Se pueden destacar algunos números como La marcha de los Dioses, de evidentes resonancias Wagnerianas, El bailable del Oro, del Acero y del Iman, y de la Sal de carácter sinfónico, o el final del segundo cuadro del acto primero, que es un vibrante pasacalle mezclado con una tormenta.

## Argumento
La acción transcurre en Madrid y en el mundo subterráneo en la época del estreno (1894)

### Acto primero

#### Cuadro primero
En el gabinete de una modesta pensión, discute Don Doroteo, un viejo militar carlista, con Doña Pura, la patrona de la Pensión, sobre Román, un joven huésped músico, que se pasa todo el día tocando el acordeón simplemente para fastidiarlo a él. Pura lo defiende y le reprocha su actitud hacia él. Roman, usa sus artes seductoras en ella, para evitar pagarle el alquiler, pero Pura le hace una amenaza, si trata de abandonarla o de irse con otra, ella le lazará un frasco con vitriolo que guarda en su traje.
Se encuentran Roman y Doroteo, produciéndose una agria discusión que acaba en una pelea; los vecinos tratan de sofocar los ánimos, pero es demasiado tarde, Doroteo reta a un duelo a Román. 

#### Cuadro segundo
En un campo de las afueras de Madrid, se va a celebrar el susodicho duelo. Roman llega con una evidente borrachera, puesto que para poder enfrentarse al duelo ha tenido que beber aguardiente. Un guarda habla con él y comenta sobre la extraña grieta que hay abierta cerca del campo, donde se oyen extraños ruidos.
Llega Doroteo con los padrinos del duelo y los demás vecinos; Cuando llega el momento, Roman corre y se lanza hacia la grieta. Llega Pura y al saberlo, corre con Doroteo y se lanzan los dos por la grieta ante el estupor de los vecinos. Tras esto se desata un terremoto y una tormenta.

#### Cuadro tercero
En una gruta subterránea, el Gran Sacerdote ora con sus fieles, cuando aparece de sopetón don Doroteo. Todos lo confunden como un dios, pues explica el Gran Sacerdote, que según una profecía, dentro de 900 años tendría que venir un nuevo Dios a acompañar a la Diosa Imán, y ese momento ha ocurrido al llegar Doroteo.
Su alegría es evidente, pero rápidamente desaparece al ver entrar a Pura y a Román con su acordeón. El Gran Sacerdote queda sorprendido, confundiéndolos con Dioses. Deciden llevarlos al Palacio de la Diosa Imán donde ella los recibirá.

### Acto segundo

#### Cuadro primero
En el palacio de la Diosa Iman, se recibe a los Dioses agasajándolos espléndidamente. Imán los reconoce y comenta que ella debe elegir entre ellos un consorte que pueda heredar su trono y sus poderes, provenientes de un Talismán que concede todo los deseos; ella cae rendida a los encantos de Román al que nombra su consorte oficial y lo besa en la oreja sellando su compromiso.
Llegan los mutiladores preparados para cortar la oreja de Roman; la tradición manda cortar el lugar donde bese la Diosa, y ofrecerlo como regalo de matrimonio. Aterrado, trata de huir pero el Gran Sacerdote lo retiene, obligándolo a cumplir con su deber, pero él pide un pequeño aplazamiento y lo lleva a la Fuente de la Juventud.
Pura y Doroteo, han bebido y vienen rejuvenecidos completamente, llenos de energía y juventud. Román al caer en ella aparece convertido en un jovencito, todos celebran el nuevo estado de los Dioses.

#### Cuadro segundo
En una galería del palacio, Román huye de los mutiladores, a los que le cuesta dar esquinazo. Se encuentra con Doroteo y lo convence para aceptar su sitio con la Diosa Imán, argumentando que al ser el primero en llegar tiene más privilegio, cosa que acepta encantado.
Pura llega y habla con Roman, haciendo que caiga rendido ante su nuevo aspecto juvenil; ambos preparan un plan para apoderarse del Talismán y poder huir de allí.

#### Cuadro tercero
A la entrada de la gruta del Talismán, llegan Pura y Roman, comentando su buena fortuna. Aparece de repente Doroteo enfurecido, seguido de toda la corte y los guardias de la Diosa.
Imán ha descubierto que ellos en realidad son unos impostores, por lo que deben de ser condenadolos a muerte. Se despiden entre lloros y Román, como última voluntad, toca el acordeón. Todos quedan maravillados del sonido y se postran ante sus pies. Él aprovecha y exige el Talismán, y ser liberados. Tras eso, logran escapar por la gruta, produciéndose un gran terremoto.

#### Cuadro cuarto
A las afueras del volcán, se encuentran Doroteo, Román y Pura, con su aspecto normal. Pero Román enseña el Talismán prometido y Pura enseña su frasco, el cual no lleva vitriolo, sino el agua de la fuente que oportunamente cambió.
La obra concluye con la futura felicidad de Pura y Román, y con la tranquilidad de Doroteo.

## Números musicales
- Acto primero[1]

- - Preludio (Orquesta)

- Cuadro primero

- - Dúo de Pura y Roman - Mazurca de los pichones: "Cierta paloma sola"

- - Escena de la dispúta: "¡Vecinos, socorro, contra un atropello!" ol<

- - Habanera: "Por fín llegó ya el día"

- - Coplas de los novios: "Ahora es preciso saber"

- - Intermedio (Orquesta)

- Cuadro segundo

- - Escena de la Grieta: "¡Del impulso de mi ira!"

- - Concertante - Pasacalle: "Ningún peligro, mi afan respeta"

- - Tempestad y Mutación (Orquesta)

- Cuadro tercero

- - Invocación: "Estamos asustados, estamos conmovidos"

- - Marcha Triunfal de los Dioses - Fin del Acto primero (Orquesta)

- Acto segundo

- - Preludio (Orquesta)

- Cuadro primero

- - Saludo a la Diosa: "¡Oh, poderosa, mágica Diosa!"

- - Bailable del Oro (Orquesta)

- - Bailable del Imán y el Acero (Orquesta)

- - Bailable de la Sal (Orquesta)

- - Mazurca de los Mutiladores: "¡Señor, a vuestros pies!"

- - Chotis de la Fuente: "¡Pero qué guapa, pero què hermosa!"

- - Marcha: "Bélico Valor"

- - Transformación de Román: "¡Ambó, ató!"

- - Fin del cuadro primero:"¡Qué placer y qué primor!"

- Cuadro segundo

- Cuadro tercero

- - Coro invisible de Gnomos: "Espíritus volatiles"

- - Dúo de Pura y Román - Coplas del Talismán: "¡Aquél debe ser!"

- - Concertante: "¡Mueran!, ¡Mueran!"

- - Acordeón: "¡Adiós Pura!"

- - Erupción y fin del cuadro tercero: "Con esto no cabe duda"

- Cuadro cuarto

- - Fin de la Obra (Orquesta)

## Personajes principales
- Pura, Dueña de la pensión y enamorada de Román (soprano)

- Román, músico vago y conflictivo (tenor)

- Don Doroteo, militar carlista y de muy mal genio (barítono)

- La Diosa Imán, joven Diosa y dueña del mundo subterráneo (soprano)

- Gran Sacerdote, suma autoridad religiosa de dichos lares (bajo)

- La Novia, habitante de la pensión y futura esposa (soprano) o (mezzosoprano)

- El Novio, amigo de Doroteo y padrino del duelo (barítono) o (tenor)